# 林転位
林転位（はやしてんい、英: Hayashi rearrangement）は、硫酸または五酸化二リンによって触媒されるortho-ベンゾイル安息香酸の化学反応である。名称は日本の化学者林茂助に因む。
この反応は、スピロ中間体と求電子的アシリウムイオン攻撃を経て進行する.。